# ألان كوتش
ألان كوتش (بالإنجليزية: Alan Couch)‏ هو لاعب كرة قدم بريطاني في مركز الوسط، ولد في 15 مارس 1953 في نيث ‏ في المملكة المتحدة. لعب مع كارديف سيتي.